# 町田站 (大分縣)
町田站（日语：／ Machida eki */?）是位於大分縣玖珠郡九重町大字町田，日本國有鐵道（國鐵）宮原線的鐵路車站（廢站）。

## 歷史
- 1937年（昭和12年）6月27日：宮原線惠良站至寶泉寺站之間開業，此站啟用[1]。當時此站為客運車站[1]。在開業當時的新聞上被介紹為「簡易車站」[2]。
- 1943年（昭和18年）9月1日：宮原線成為不要不急線而暫停營業[1]。
- 1948年（昭和23年）4月1日：惠良站至寶泉寺站之間重開[1]。開始處理貨物和行李[1]。
- 1962年（昭和37年）4月1日：成為業務委託車站（委托日本交通觀光社（日语：日本交通観光社））[3]。
- 1971年（昭和46年）2月20日：結束貨運業務[1]。
- 1974年（昭和49年）5月17日：結束行李起卸業務[4]。成為無人車站[5]。
- 1984年（昭和59年）12月1日：此站被廢除[1]。

## 車站構造
此站為無人車站，設有1面1線的單式月台。

## 使用狀況
在廢除前，此站各年度的1日平均乘車人次列表：
| 年度               | 1日平均 乘車人次 |
| ------------------ | ---------------- |
| 1975年（昭和50年） | 127              |
| 1980年（昭和55年） | 92               |
| 1984年（昭和59年） | 58               |

## 現狀
月台和站名牌保留了下來。

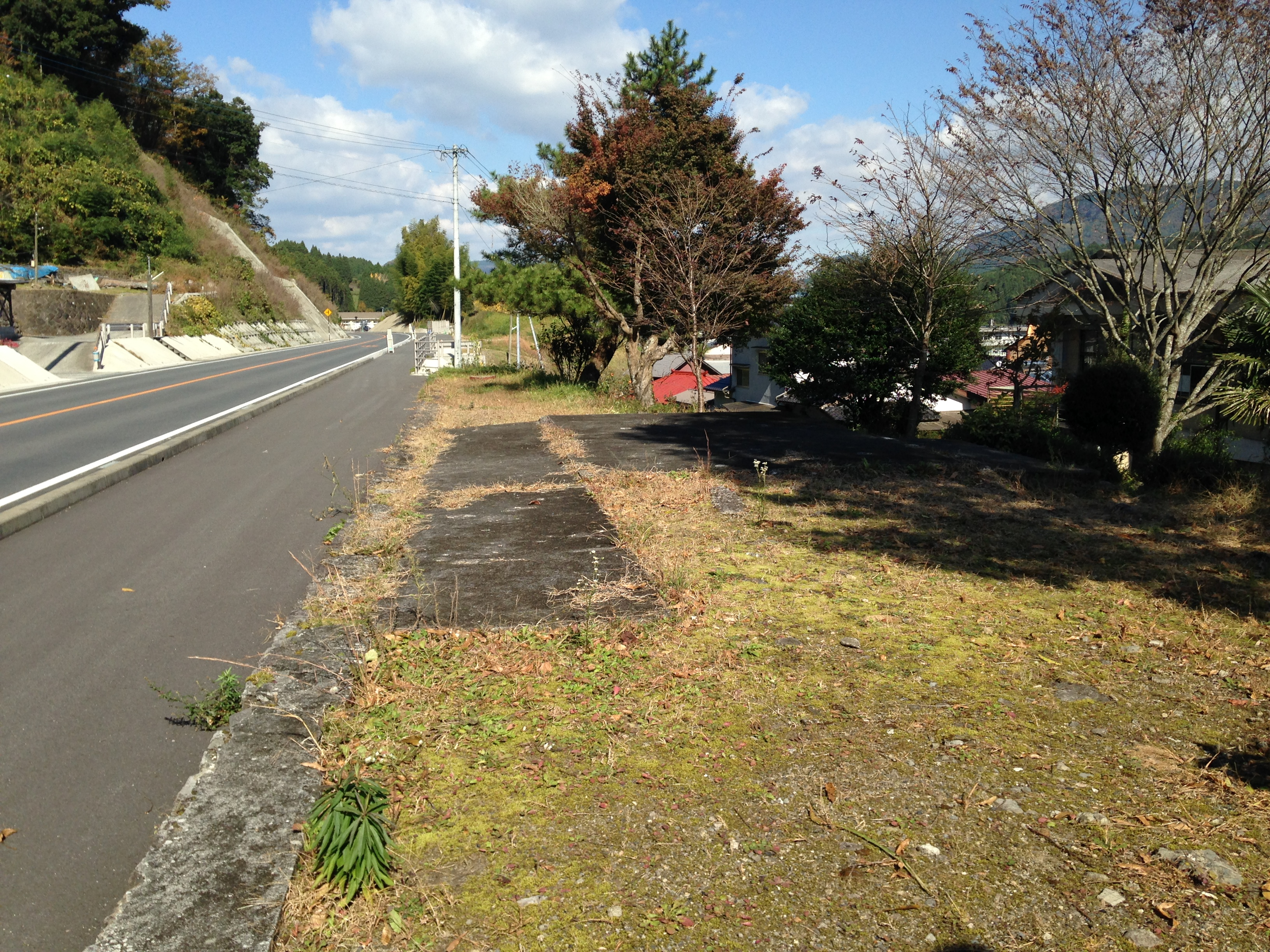
月台（2014年11月）

在國道387號道路旁（町田巴士站旁），還可看見「町田駅 MACHIDA STN. →」的生鏽路牌。
後來，隨著國道387號進行繞道工程（道路擴寬工程），一半的月台被掩埋。在2013年11月6日，包含此站前後約3.3公里區間開設町田繞道。

## 相鄰車站
日本國有鐵道（國鐵）
宮原線
惠良－町田－寶泉寺

## 注腳

## 相關項目
- 日本鐵路車站列表 Ma